# Ashtead
Ashtead är en ort i unparished area Leatherhead, i distriktet Mole Valley, Storbritannien. Den ligger i grevskapet Surrey och riksdelen England, i den södra delen av landet, 25 km sydväst om huvudstaden London. Ashtead ligger 75 meter över havet och antalet invånare är 13 494. Ashtead var en civil parish fram till 1974. Civil parish hade 9 852 invånare år 1951. Byn nämndes i Domedagsboken (Domesday Book) år 1086, och kallades då Stede.
Terrängen runt Ashtead är lite kuperad. Runt Ashtead är det tätbefolkat, med 790 invånare per kvadratkilometer. Närmaste större samhälle är Sutton, 8,3 km nordost om Ashtead. I omgivningarna runt Ashtead växer i huvudsak blandskog.